# Премія «Сезар» за найкращий фільм з Європейського Союзу
Премія «Сезар» за найкращий фільм з Європейського союзу (фр. César du meilleur film de l'Union européenne) — одна з нагород Академії мистецтв та технологій кінематографа Франції у рамках національної кінопремії «Сезар». Її присуджували найкращим фільмам, створеним у країнах Європейського союзу: один раз у 1989 році під назвою «За найкращий фільм європейської спільноти» та ще тричі у 2003, 2004 та 2005 роках, після чого була скасована.

## Лауреати і номінанти
Курсивом приведені оригінальні назви фільмів. Вказано роки проведення церемоній нагородження.

## 1980-і
| Рік  | Переможець                       | Країна    | Номінанти                                                   | Країна          |
| 1989 | «Кафе "Багдад"» Out of Rosenheim | Німеччина | «Далекі голоси, застиглі життя» Distant Voices, Still Lives | Велика Британія |
| 1989 | «Кафе "Багдад"» Out of Rosenheim | Німеччина | «Бенкет Бабетти» Babettes gæstebud                          | Данія           |
| 1989 | «Кафе "Багдад"» Out of Rosenheim | Німеччина | «Пелле-завойовник» Pelle le conquérant                      | Данія, Швеція   |

## 2000-і
| Рік  | Переможець                        | Країна                                           | Номінанти                                      | Країна                                      |  |  |  |
| 2003 | «Поговори з нею» Hable con ella   | Іспанія                                          | «Госфорд-парк» Gosford Park                    | Велика Британія                             |  |  |  |
| 2003 | «Поговори з нею» Hable con ella   | Іспанія                                          | «Людина без минулого» Mies vailla menneisyyttä | Фінляндія                                   |  |  |  |
| 2003 | «Поговори з нею» Hable con ella   | Іспанія                                          | «Милі шістнадцять років» Sweet Sixteen         | Велика Британія                             |  |  |  |
| 2003 | «Поговори з нею» Hable con ella   | Іспанія                                          | «11 вересня» / September 11                    | зокрема Велика Британія, Франція, США, Іран |  |  |  |
|      |                                   |                                                  |                                                |                                             |  |  |  |
| 2004 | «Гуд бай, Ленін!» Good Bye Lenin! | Німеччина                                        | «Доґвіль» Dogville                             | Данія                                       |  |  |  |
| 2004 | «Гуд бай, Ленін!» Good Bye Lenin! | Німеччина                                        | «Дихання» / Respiro                            | Італія, Франція                             |  |  |  |
| 2004 | «Гуд бай, Ленін!» Good Bye Lenin! | Німеччина                                        | «Сестри Магдалини» The Magdalene Sisters       | Велика Британія, Ірландія                   |  |  |  |
| 2004 | «Гуд бай, Ленін!» Good Bye Lenin! | Німеччина                                        | «Найкращі роки молодості» La meglio gioventù   | Італія                                      |  |  |  |
|      |                                   |                                                  |                                                |                                             |  |  |  |
| 2005 | «Життя як диво» Život je čudo     | Сербія Франція                                   | «Погане виховання» La mala educación           | Іспанія                                     |  |  |  |
| 2005 | «Життя як диво» Život je čudo     | Сербія Франція                                   | «Сарабанд» / Saraband                          | Швеція                                      |  |  |  |
| 2005 | «Ніжний поцілунок» Ae Fond Kiss…  | Велика Британія Бельгія Італія Німеччина Іспанія | «Мондовіно» Mondovino                          | Аргентина, Франція, Італія, США             |  |  |  |